# Blankenberge
Blankenberge este un oraș neerlandofon situat în provincia Flandra de Vest, regiunea Flandra din Belgia. La 1 ianuarie 2014 avea o populație totală de 19.879 locuitori. 

## Geografie
Comuna actuală Blankenberge a fost formată în urma unei reorganizări teritoriale în anul 1977, prin înglobarea într-o singură entitate a 2 comune învecinate. Suprafața totală a comunei este de 17,41 km². Comuna este subdivizată în secțiuni, ce corespund aproximativ cu fostele comune de dinainte de 1977. Acestea sunt:
| - I. Blankenberge - II. Uitkerke |

Localitățile limitrofe sunt:
| - Orașul Bruges: - a. Lissewege - Comuna Zuienkerke: - b. Zuienkerke - c. Nieuwmunster - Comuna De Haan: - d. Wenduine |